# ژاوی بو
ژاوی بو (متولد 1979) یک عکاس اسپانیایی است که به واسطه شیوه عکاسی او از مسیرهای پرواز پرندگان در جهان شناخته می‌شود.

## زندگی‌نامه
ژاوی بو در سال ۱۹۷۹ در بارسلونا به دنیا آمد. عشق بو به طبیعت از طریق پیاده‌روی با پدربزرگش در تالاب‌های دلتا دل لوبرگات آغاز شد. در سال ۲۰۰۳ در رشته زمین‌شناسی در دانشگاه بارسلونا و در رشته عکاسی در دانشکده عکاسی بین‌المللی گریزارت فارغ‌التحصیل شد. پس از سال ۲۰۰۳ او روی دنیای مد و تبلیغات تمرکز کرد و به عنوان تکنسین نور برای چندین عکاس کار کرد.
در سال ۲۰۰۹ او یک استودیوی روتوش عکس را تأسیس کرد. همچنین به مدت چهار سال به تدریس عکاسی دیجیتال و پست پروداکشن پرداخت. در سال ۲۰۱۲ او شروع به پرنده نگاری کرد.

## پرنده‌نگاری‌ها
بو بر روی عکاسی از پرواز پرندگان تمرکز می‌کند و خطوطی را که توسط پرندگان در حال حال پرواز ترسیم می‌شود را ثبت و منتشر می‌کند یا به قول خودش «نامرئی را مرئی» می‌کند.
بو می‌گوید که احساس می‌کند که به دنبال نقاشی‌های پنهانی است که پرندگان با پروازشان در آسمان می‌سازند.
بسته به نوع پرواز، نتیجه می‌تواند الگوهای منظمی مانند فلامینگوها شبیه حرف V یا خطوط پر هرج و مرج مانند سوئیفت‌هایی باشد که به دنبال حشرات در هوا هستند.
یکی از پرندگان مورد علاقه ژاوی تودهٔ سارها هستند که زمزمه رقص خود را انجام می‌دهند به ویژه هنگامی که این گروه در پشت حمله شاهین‌ها قرار می‌گیرند،
بو با این پروژه یک پروژه چند رسانه ای به نام Murmurations ایجاد کرد. بیشتر تصاویر در کاتالونیا یا در منطقه شبه جزیره ایبری ساخته شده‌اند. با این حال، او همچنین در ایسلند و ایالات متحده نیز تصاویر حرکت پرندگان را ثبت می‌کند.

## تکنیک
بو برای نشان دادن چند ثانیه در یک تصویر واحد از تکنیک عکاسی کرون استفاده می‌کند. این تکنیکی است که در پایان قرن نوزدهم ایجاد شد. این تکنیک شامل گرفتن چندین عکس پشت سر هم و سپس ترکیب همه آنها در یک عکس است.
در مرحله اول مطالعه، که بو پنج سال در آن سرمایه‌گذاری کرد، از دوربین خود استفاده کرد. پس از آن برای تکمیل تکنیک و عکس‌ها از دوربین‌های حرفه‌ای سینمای دیجیتال استفاده کرد. این دوربین‌ها به او این امکان را می‌دهند عکس‌هایی با کیفیت که ۲۵ تا ۱۲۰ فریم در یک ثانیه با وضوح بالا بگیرد.

## نمایشگاه‌ها

### نمایشگاه‌های انفرادی
- پرنده نگاری در گالری کاردینال، تورنتو ۲۰۲۲.
- ارائه پروژه در رصدخانه، بارسلون، اسپانیا، 2015[۱۹]
- بخشی از لئوناردو، یا رؤیای یانگ نمایشگاه در موزه Twentsewelle، هلند، 2017[۲۰]
- لیگ سرطان سوئیس NPO، سوئیس، ۲۰۱۷
- مرکز هنر معاصر Mijas، اسپانیا، 2017[۲۱]
- جشنواره عکس هنرهای زیبا ایگوالادا، اسپانیا، 2018[۲۲]
- Casa Golferich، بارسلونا، اسپانیا، 2018[۲۳]
- جشنواره Chapitre Nature، فرانسه، ۲۰۱۸
- گالری هنری فضای سه‌گانه، روسیه، ۲۰۱۸
- عدم کنفرانس جریان، یونان، ۲۰۱۸
- جشنواره VIPHOTO, Euskadi، ۲۰۱۸
- فضای هنری Punt De Vistes، بارسلونا، ۲۰۱۹
- Centro Fotográfico Alvarez Bravo، اوآخاکا، مکزیک، 2019[۲۴]
- دانشگاه رن، فرانسه، 2019/20[۲۵]
- موزه Phyletische در ینا، آلمان، 2020[۲۶]
- دانشگاه مازیر، سنت بریو، ۲۰۲۰

### نمایشگاه‌های گروهی
- آزادی، بنیاد دیافراگم، شهر نیویورک 2017[۲۷]
- مرکز فرهنگی Bath House، دالاس، ایالات متحده آمریکا، ۲۰۱۹